# Sophie Gendron
Sophie Gendron est une actrice canadienne, active depuis 2003. Elle joue principalement dans des téléfilms. 

## Biographie
Elle est également créatrice de certains téléfilms. 
Sophie Gendron a quatre enfants, Sienna, Maya, Liam et Romy.

## Filmographie

### Télévision

#### Téléfilms
- 2003 : Une femme aux abois (A Woman Hunted) : Marci Brewer
- 2003 : Le Mur du secret (Wall of Secrets) : l'épouse n°2
- 2004 : Les Liens du mariage (The Perfect Husband) : Penny Beaux (également créatrice)
- 2004 : L'enfant inconnu / Un étranger parmi nous (Stranger at the Door) : Delia Winter (également créatrice)
- 2004 : Pour la vie d'Emily (Saving Emily) : Taylor
- 2005 : Victime de l'amour (A Lover's Revenge) : Sarah-Jane Lang
- 2006 : Péril à domicile (Maid of Honor) : Dr Volmar
- 2006 : Si près de moi ! / Étreinte Sanglante / Meurtre à domicile (Murder in My House) : Amanda Whitman
- 2006 : Mon ancien amant (The Perfect Marriage) : Tia Montgomery
- 2006 : Rivalité maternelle (The Rival) : Lisa Kennedy
- 2007 : Une vie brisée (Demons from Her Past) : Ellie Hollings
- 2007 : Une sœur dangereuse (Framed for Murder) : Karen
- 2007 : Vol Noir (Kaw) : Tricia
- 2007 : Les Deux Visages de Christie (Christie's Revenge) : Janet Michaels
- 2007 : Le Secret de ma fille (My Daughter's Secret) : La correspondante
- 2008 : Une assistante presque parfaite (The Perfect Assistant) : Mary-Beth (également créatrice)
- 2008 : Secrets inavouables (Dead at 17) : Dominique Masterson (également créatrice et co-productrice)
- 2009 : Le Secret d'une sœur (A Nanny's Secret) : Nicole
- 2010 : Une élève trop parfaite (The Perfect Teacher) : Carrie
- 2011 : Le Piège des apparences (The Perfect Roommate) : Renée
- 2011 : Face à la tornade (Metal Tornado) : Allysa Winters
- 2012 : J'ai détruit mon mariage (The Wife He Met Online) : Penny
- 2012 : La Fugitive (Fugitive at 17) : Mme Brooks
- 2013 : Dévorée par l'ambition (The Perfect Boss) : Gena Ferris
- 2013 : Un mari sur internet (The Husband She Met Online) : Mélissa
- 2014 : L'Écho du mensonge (Guilty at 17) : Aileen
- 2017 : Une mère diabolique (Killer mom) : Simone
- 2017 : You Killed My Mother : Susanna Barett
- 2018 : The Perfect Kiss : Britney
- 2018 : Je vengerai ma mère (A Daughter's Revenge) : Docteur
- 2018 : Zombie at 17
- 2019 : Mommy's Little Princess : Bethany
- 2019 : Une famille déchirée par les secrets (My Mom's Darkest Secrets) : Kelsie Hillman
- 2020 : L'enfer de Madison : Obsession (Obsession: Stalked by My Lover) de Alexandre Carrière : Jenna Rothstein

#### Séries télévisées
- 2004 : Lance et compte : La reconquête : Marie-Josée